# Derek Cianfrance
Derek Cianfrance (ur. 23 stycznia 1974 w Lakewood) – amerykański reżyser, scenarzysta i producent filmowy.

## Życiorys
Ukończył studia na Uniwersytecie Kolorado w Boulder. W wieku 23 lat napisał, nakręcił i wyreżyserował swój pierwszy film fabularny  Brother Tied, który miał swoją premierę na festiwalu Sundance. Później zajął się nagrywaniem filmów dokumentalnych, aż do czasu wyreżyserowania fabularnego filmu Blue Valentine (2010). Napisana przez Cianfrance’a historia, posłużyła w 2019 jako scenariusz do filmu Dźwięk metalu.

## Życie prywatne
Żonaty z aktorką Shannon Plumb, mają dwoje dzieci.

## Filmografia
Na podstawie źródeł:
| Rok  | Tytuł                   | Reżyser | Scenarzysta | Producent |
| ---- | ----------------------- | ------- | ----------- | --------- |
| 1998 | Brother Tied            | T       | T           | T         |
| 2010 | Blue Valentine          | T       | T           | N         |
| 2012 | Drugie oblicze          | T       | T           | N         |
| 2016 | Światło między oceanami | T       | T           | N         |
| 2019 | Dźwięk metalu           | N       | T           | T         |